# Bernadette Schild
Bernadette Schild (Zell am See, 2 januari 1990) is een Oostenrijkse alpineskiester. Ze vertegenwoordigde haar vaderland op de Olympische Winterspelen 2014 In Sotsji en op de Olympische Winterspelen 2018 in Pyeongchang. Bernadette is de jongere zus van Marlies Schild.

## Carrière
Schild maakte haar wereldbekerdebuut in maart 2008 tijdens de slalom in Bormio. In december 2008 scoorde de Oostenrijkse in Semmering haar eerste wereldbekerpunten. In december 2010 behaalde ze in Courchevel haar eerste toptienklassering in een wedstrijd. Op de wereldkampioenschappen alpineskiën 2013 in Schladming eindigde Schild als twaalfde op de slalom. Op 16 maart 2013 skiede de Oostenrijkse naar haar eerste podiumplaats in een wereldbekerwedstrijd: op de slalom in Lenzerheide eindigde ze op de tweede plaats. Tijdens de Olympische Winterspelen van 2014 in Sotsji wist ze niet te finishen op de slalom.
Op de wereldkampioenschappen alpineskiën 2017 in Sankt Moritz eindigde Schild als tiende op de slalom en als zeventiende op de reuzenslalom. Tijdens de Olympische Winterspelen van 2018 in Pyeongchang eindigde de Oostenrijkse als zevende op de slalom en als 24e op de reuzenslalom.

## Resultaten

### Olympische Spelen
| Jaar | Plaats      | Resultaten                 |
| ---- | ----------- | -------------------------- |
| 2014 | Sotsji      | DNF Slalom                 |
| 2018 | Pyeongchang | 7e Slalom 24e Reuzenslalom |

### Wereldkampioenschappen
| Jaar | Plaats       | Resultaten                  |
| ---- | ------------ | --------------------------- |
| 2013 | Schladming   | 12e Slalom                  |
| 2017 | Sankt Moritz | 10e Slalom 17e Reuzenslalom |
| 2019 | Åre          | 9e Slalom DNF1 Reuzenslalom |

### Wereldbeker
Eindklasseringen
| Seizoen   | Algm | SL  | RS  |
| --------- | ---- | --- | --- |
| 2008/2009 | 120e | 54e | -   |
| 2010/2011 | 62e  | 20e | -   |
| 2011/2012 | 74e  | 28e | -   |
| 2012/2013 | 32e  | 10e | -   |
| 2013/2014 | 33e  | 7e  | -   |
| 2014/2015 | 46e  | 17e | -   |
| 2015/2016 | 55e  | 16e | -   |
| 2016/2017 | 23e  | 8e  | 28e |
| 2017/2018 | 14e  | 5e  | 21e |
| 2018/2019 | 19e  | 9e  | 20e |